# American Basketball Association 1971-1972
La stagione della American Basketball Association 1971-1972 fu la quinta edizione del campionato ABA. I campioni furono gli Indiana Pacers, che sconfissero in finale i New York Nets.

## Squadre partecipanti
- Carolina Cougars
- Dallas Chaparrals
- Denver Rockets
- Indiana Pacers
- Kentucky Colonels
- Memphis Pros

- N.Y. Nets
- Pittsburgh Condors
- The Floridians
- Utah Stars
- Virginia Squires

## Classifica finale
Eastern Division
| Squadra            | V  | P  | %    | GB |
| ------------------ | -- | -- | ---- | -- |
| Kentucky Colonels  | 68 | 16 | 81,0 | -  |
| Virginia Squires   | 45 | 39 | 53,6 | 23 |
| New York Nets      | 44 | 40 | 52,4 | 24 |
| The Floridians     | 36 | 48 | 42,9 | 32 |
| Carolina Cougars   | 35 | 49 | 41,7 | 33 |
| Pittsburgh Condors | 25 | 59 | 29,8 | 43 |

Western Division
| Squadra           | V  | P  | %    | GB |
| ----------------- | -- | -- | ---- | -- |
| Utah Stars        | 60 | 24 | 71,4 | -  |
| Indiana Pacers    | 47 | 37 | 56,0 | 13 |
| Dallas Chaparrals | 42 | 42 | 50,0 | 18 |
| Denver Rockets    | 34 | 50 | 40,5 | 26 |
| Memphis Pros      | 26 | 58 | 31,0 | 34 |

## Vincitore
| Campione ABA 1971-1972     |
| -------------------------- |
| Indiana Pacers (2º titolo) |

## Statistiche
| Categoria         | Giocatore       | Squadra            | Stat |
| ----------------- | --------------- | ------------------ | ---- |
| Punti per gara    | Charlie Scott   | Virginia Squires   | 34,6 |
| Rimbalzi per gara | Artis Gilmore   | Kentucky Colonels  | 17,8 |
| Assist per gara   | Bill Melchionni | New York Nets      | 8,4  |
| FG%               | Artis Gilmore   | Kentucky Colonels  | 59,8 |
| FT%               | George Lehmann  | Carolina / Memphis | 88,0 |
| 3FG%              | Red Robbins     | Utah Stars         | 40,8 |

## Premi ABA
- ABA Most Valuable Player Award: Artis Gilmore, Kentucky Colonels
- ABA Rookie of the Year Award: Artis Gilmore, Kentucky Colonels
- ABA Coach of the Year Award: Tom Nissalke, Dallas Chaparrals
- ABA Playoffs Most Valuable Player: Freddie Lewis, Indiana Pacers
- All-ABA First Team:
  - Dan Issel, Kentucky Colonels
  - Rick Barry, New York Nets
  - Artis Gilmore, Kentucky Colonels
  - Donnie Freeman, Dallas Chaparrals
  - Bill Melchionni, New York Nets
- All-ABA Second Team:
  - Willie Wise, Utah Stars
  - Julius Erving, Virginia Squires
  - Zelmo Beaty, Utah Stars
  - Ralph Simpson, Denver Rockets
  - Charlie Scott, Virginia Squires
- All-Rookie Team:
  - Julius Erving, Virginia Squires
  - George McGinnis, Indiana Pacers
  - Artis Gilmore, Kentucky Colonels
  - Johnny Neumann, Memphis Pros
  - John Roche, New York Nets